# Hugo Silva
Hugo Silva (Porto Alegre, 8 de dezembro de 1900 — Rio de Janeiro, 12 de março de 1982) foi um militar, administrador público e médico brasileiro.
Formou-se no ano de 1934 pela Faculdade de Medicina do Rio Grande do Sul, passando a trabalhar na Santa Casa de Misericórdia de Porto Alegre.
Comandou ainda o 1° Batalhão de Caçadores (1º BC) sediado na cidade de Petrópolis até ser nomeado em 23 de setembro de 1946 interventor federal no estado do Rio de Janeiro, cargo que veio ocupar até 6 de fevereiro de 1947, quando assumiu o cargo Francisco de Paula Lupério Santos.
Entre os anos de 1955 e 1966 foi representante do Ministério da Guerra no Conselho Nacional de Economia, sendo posteriormente transferido para a reserva com o posto de general-de-divisão.
Ao longo de sua carreira militar fez vários cursos de especialização. Além de suas atividades militares e médicas, atuou na imprensa, tendo sido membro da Associação Brasileira de Imprensa (ABI) e colaborador do jornal Luta Democrática. Foi também presidente da Caixa Econômica Federal no estado do Rio de Janeiro.
Faleceu em 12 de março de 1982, vítima de um edema agudo no pulmão e arterioesclerose.